# Inger Davidson
Inger Margareta Davidson (ur. 2 grudnia 1944 w Sztokholmie) – szwedzka polityk i nauczycielka, posłanka do Riksdagu, w latach 1991–1994 minister służb cywilnych.

## Życiorys
Kształciła się w kolegium nauczycielskim oraz na Uniwersytecie w Sztokholmie. W latach 1969–1987 pracowała jako nauczycielka w szkole średniej. Dołączyła do Chrześcijańskich Demokratów, została etatową działaczką partii. Była sekretarzem politycznym w klubie poselskim, a w latach 1989–1991 sekretarzem ugrupowania.
Od października 1991 do października 1994 sprawowała urząd ministra służb cywilnych w rządzie Carla Bildta. Między 1991 a 2010 była deputowaną do Riksdagu pięciu kadencji. W 2011 została przewodniczącą szwedzkiego komitetu ds. UNESCO.